# Tossinola ryukyuensis
Tossinola ryukyuensis is een insect dat behoort tot de orde vliesvleugeligen (Hymenoptera) en de familie van de gewone sluipwespen (Ichneumonidae). De wetenschappelijke naam van de soort werd voor het eerst geldig gepubliceerd door Watanabe, Ishikawa & Konishi in 2010.